# Ušakovskoe
Ušakovskoe in russo Ушаковскoe?, traslitterato anche come Ushakovskoye) è un piccolo insediamento situato nella Čukotka disabitato dal 2003.

## Geografia fisica
È situato nell'estremo oriente della Russia, molto a nord, sull'isola di Wrangel.